# Jem Ward
Pour les articles homonymes, voir Ward.
Jem Ward est un boxeur anglais combattant à mains nues né le 26 décembre 1800 et mort le 3 avril 1884.

## Carrière
Passé professionnel en 1815 à 15 ans, il devient champion d'Angleterre le 19 juillet 1825 en battant à Warwick Tom Cannon en 10 rounds. Ward s'incline le 2 janvier 1827 contre Peter Crawley mais remporte une seconde fois le titre anglais après sa victoire au 17e round face à Jack Carter le 17 mais 1828. Destitué pour ne pas avoir affronté Simon Byrne l'année suivante, il l'affronte et le bat finalement le 12 juillet 1831 avant d'annoncer la fin de sa carrière sportive le 25 juin 1832. Il connut par la suite un certain succès en tant qu'artiste jouant tantôt du violon et de la flute. Ward est également connu pour avoir été sanctionné après un combat qu'il a intentionnellement perdu.

## Distinction
- Jem Ward est membre de l'International Boxing Hall of Fame depuis 1995[1].

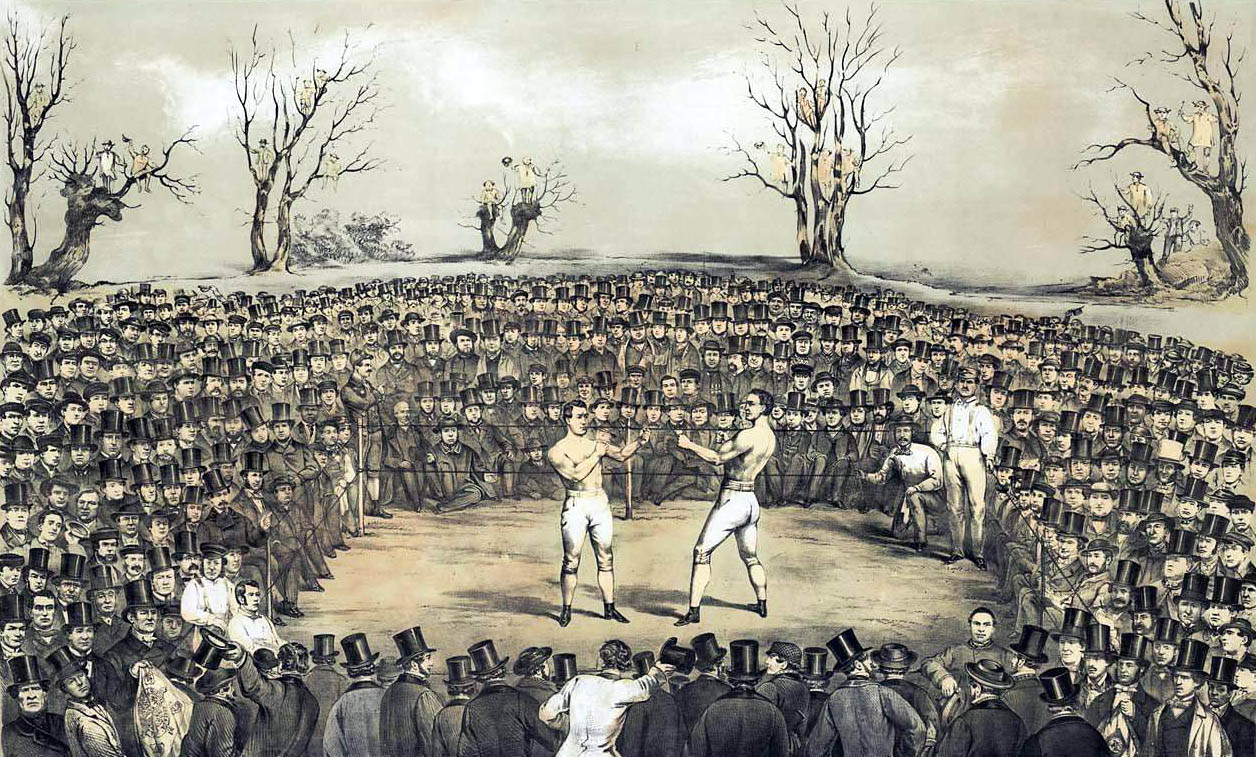
Peinture de Ward lors du championnat d'Angleterre et d'Amérique entre Thomas Sayers et John C. Heenan en 1860

## Référence
1. ↑  (en) Biographie sur le site de l'International Boxing Hall of Fame (ibhof.com)